# NGC 3190
NGC 3190 est une galaxie spirale vue par la tranche et située dans la constellation du Lion. NGC 3190 a été découverte par l'astronome germano-britannique William Herschel en 1784.

## Caractéristiques
Sa vitesse par rapport au fond diffus cosmologique est de 1 626 ± 22 km/s, ce qui correspond à une distance de Hubble de 24,0 ± 1,7 Mpc (∼78,3 millions d'al).
La classe de luminosité de NGC 3190 est I et elle présente une large raie HI. C'est une aussi galaxie LINER, c'est-à-dire une galaxie dont le noyau présente un spectre d'émission caractérisé par de larges raies d'atomes faiblement ionisés.
À ce jour, 16 mesures non basées sur le décalage vers le rouge (redshift) donnent une distance de 24,506 ± 2,994 Mpc (∼79,9 millions d'al), ce qui est à l'intérieur des valeurs de la distance de Hubble.

## Morphologie
NGC 3190 a été utilisée par Gérard de Vaucouleurs comme une galaxie de type morphologique Sa pec sp dans son atlas des galaxies,.

## NGC 3189 et NGC 3190, une seule et même galaxie
NGC 3189 est en réalité la partie au sud-ouest de NGC 3190. Comme on voit NGC 3190 par la tranche et qu'elle est séparée par une bande de poussière bien visible, il est concevable que l'on ait cru voir deux galaxies distinctes. C'est la raison pour laquelle John Dreyer, l'auteur du catalogue NGC a attribué la découverte de cette galaxie à William Parsons, alors qu'en réalité plusieurs des découvertes de celui-ci ont été faites par George Stoney, Bindon Stoney et R.J. Mitchell. NGC 3189 a été observé par George Stoney en janvier 1850.

## Trou noir supermassif
Selon une étude basée sur les mesures de luminosité de la bande K de l'infrarouge proche du bulbe de NGC 3190, on obtient une valeur de 108,1 {\displaystyle M_{\odot }} (126 millions de masses solaires) pour le trou noir supermassif qui s'y trouve.

## Supernova
Deux supernovas ont été découvertes dans NGC 3190 : SN 2002bo et SN 2002cv.

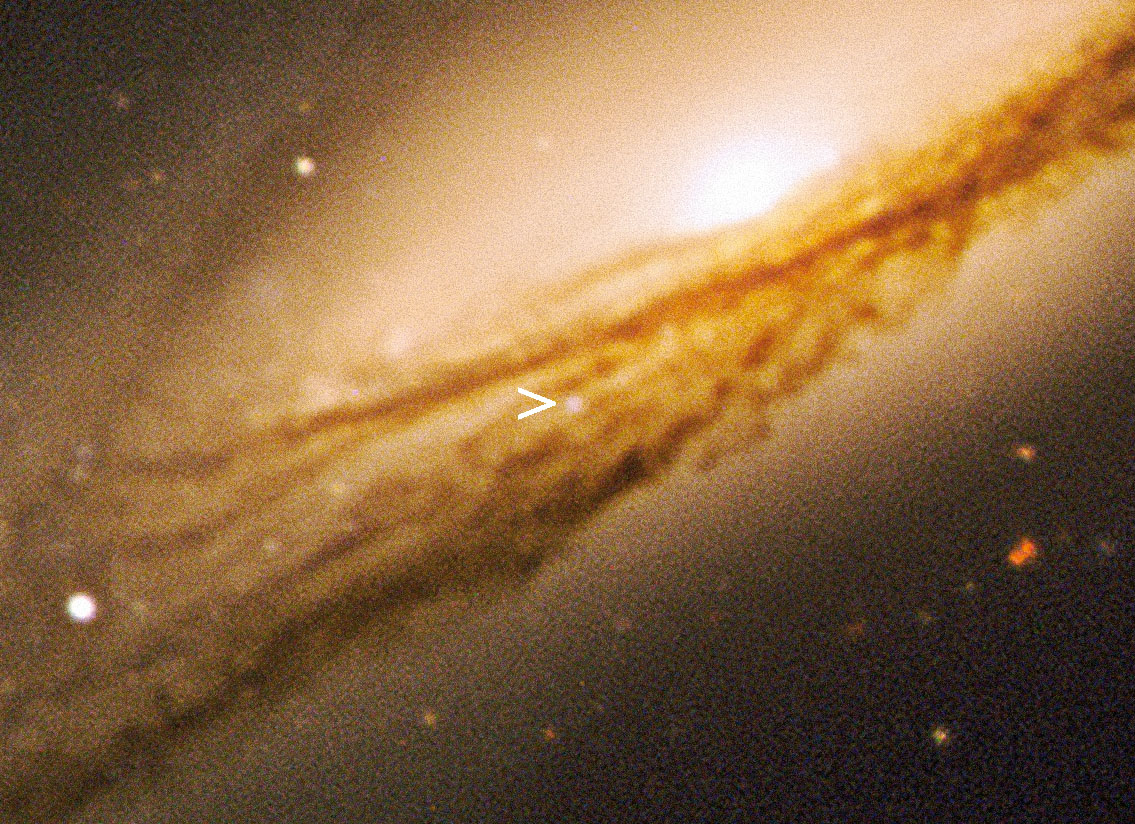
Emplacement de la supernova SN 2002bo dans NGC 3190.

Un astronome amateur du Brésil, Paulo Cacella, a découvert la supernova SN 2002bo dans le sud-est de NGC 3190 en 9 mars 2002, puis une équipe italienne, tout en étudiant la première, a détecté une seconde supernova (SN 2002cv) deux mois plus tard le 9 mars.
La supernova SN 2002bo était de type Ia,,.
La supernova SN 2002cv a été découverte par une équipe d'astronomes italiens (V. Larionov, A. Arkharov Pulkovo, A. Caratti o Garatti, A. Di Paola, et M. Dolci, Teramo) le 13 mai 2002. Cette supernova était aussi de type Ia,.

## Groupe de Hickson 44

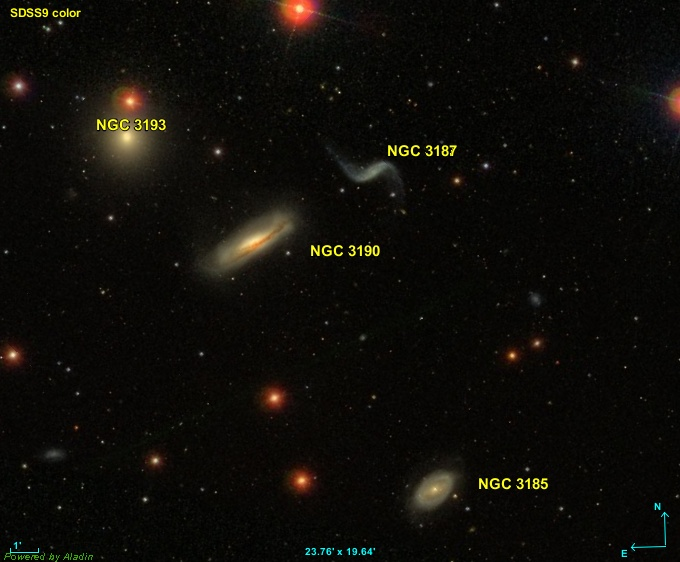
Le groupe compact de Hickson 44.

NGC 3185 (HCG 44c), NGC 3187 (HCG 44d), NGC 3190 (HCG 44a) et NGC 3193 (HCG 44b) forment le Groupe compact de Hickson HCG 44. Les galaxies NGC 3187, NGC 3190 et NGC 3193 apparaissent dans l'atlas d'Halton Arp sous la cote ARP 316.

## Groupe de NGC 3227

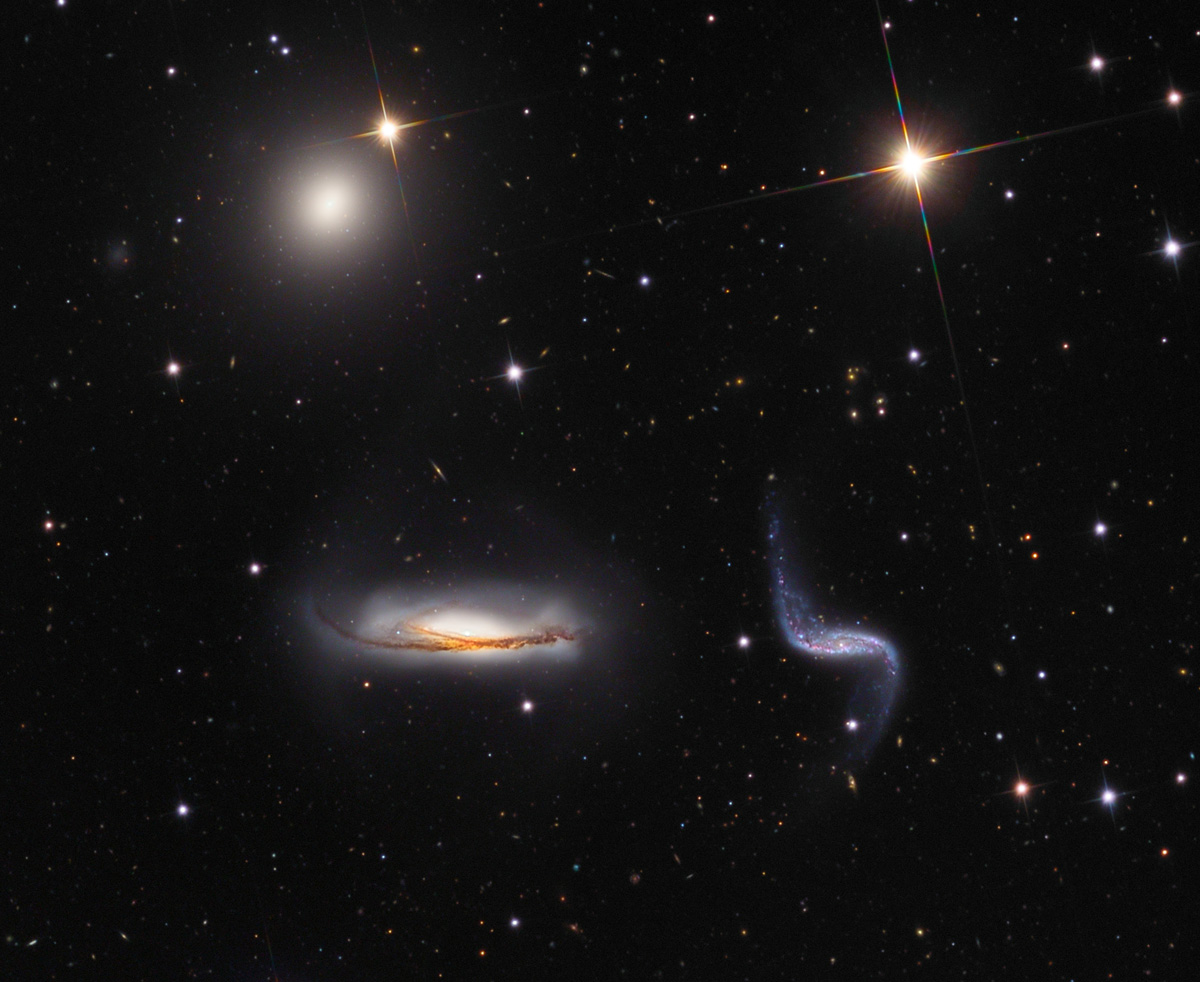
NGC 3190-Group

NGC 3190 fait partie du groupe de NGC 3227. En plus de NGC 3190 et de NGC 3227, ce groupe comprend au moins 14 autres galaxies dont NGC 3162, NGC 3177, NGC 3185, NGC 3187, NGC 3193, NGC 3213, NGC 3226, NGC 3227, NGC 3287 et NGC 3301.
Sur le site « Un Atlas de l'Univers », Richard Powell place cette galaxie dans le groupe de NGC 3190 avec 4 autres galaxies qui font aussi partie du groupe de NGC 3227 de Garcia, soit NGC 3162, NGC 3185, NGC 3187 et NGC 3193.

## Galerie

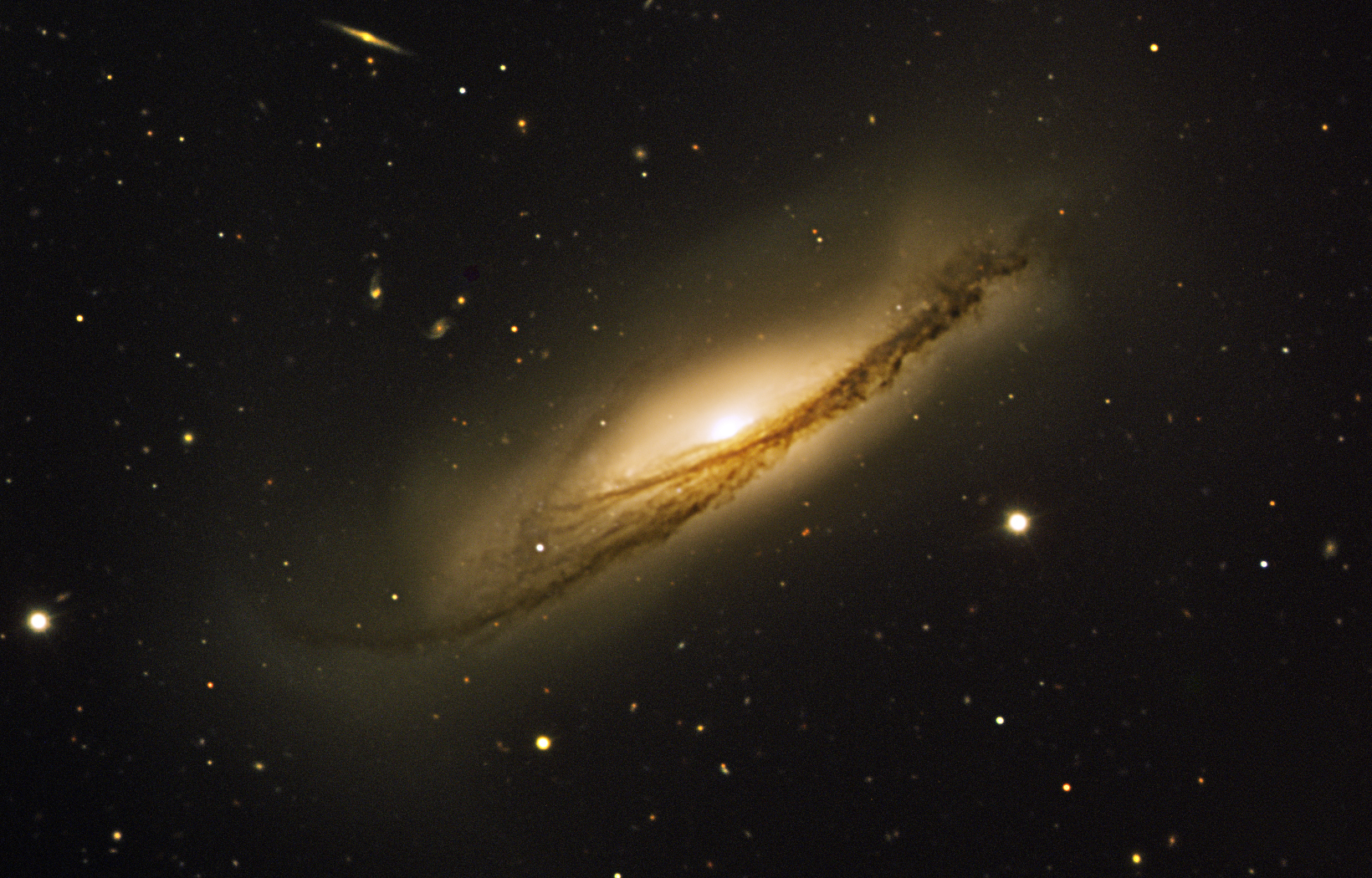
NGC 3190 capté par le VLT de l'ESO en mars 2003
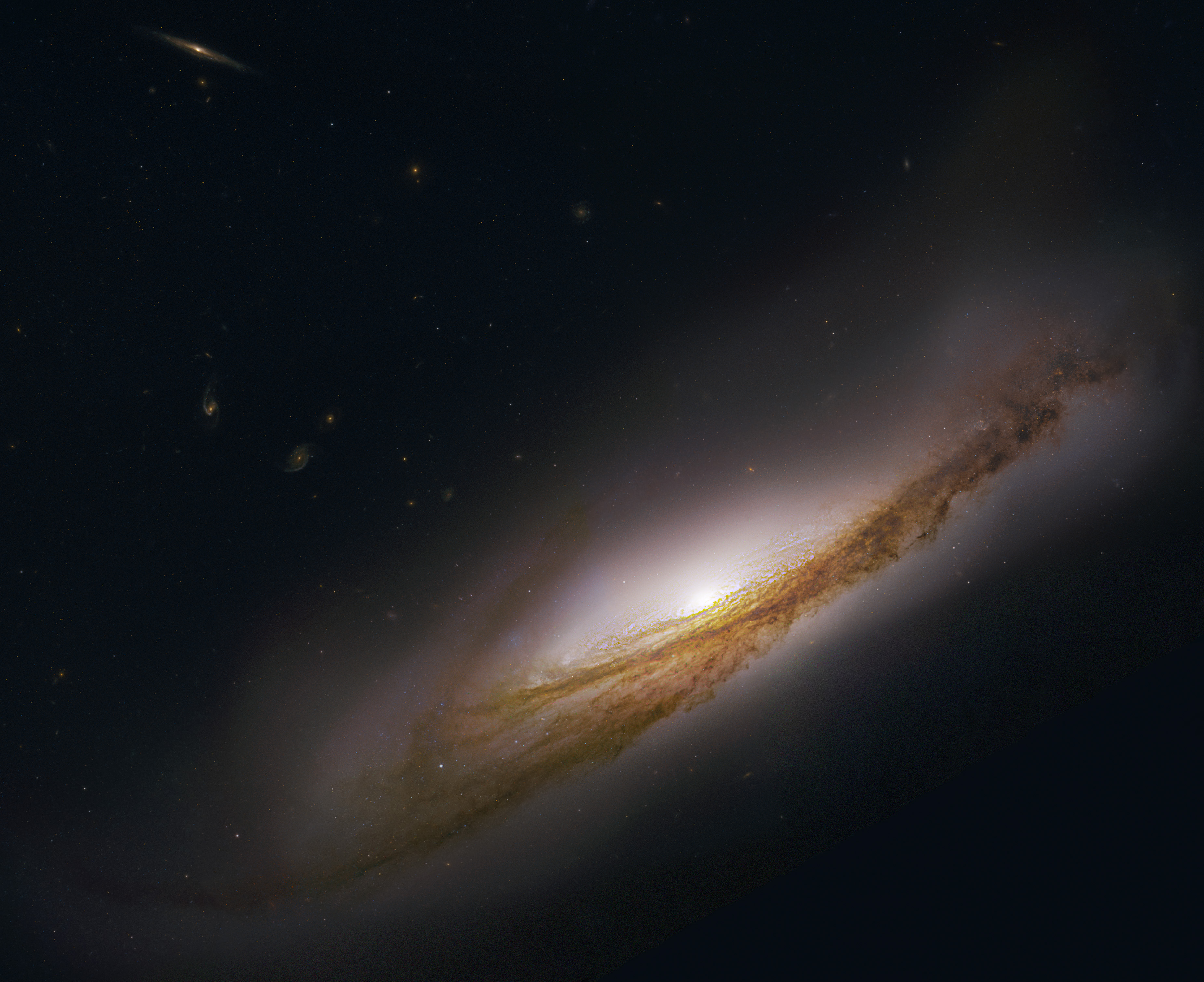
NGC 3190 Hubble Legacy Archive, par Robert Gendler
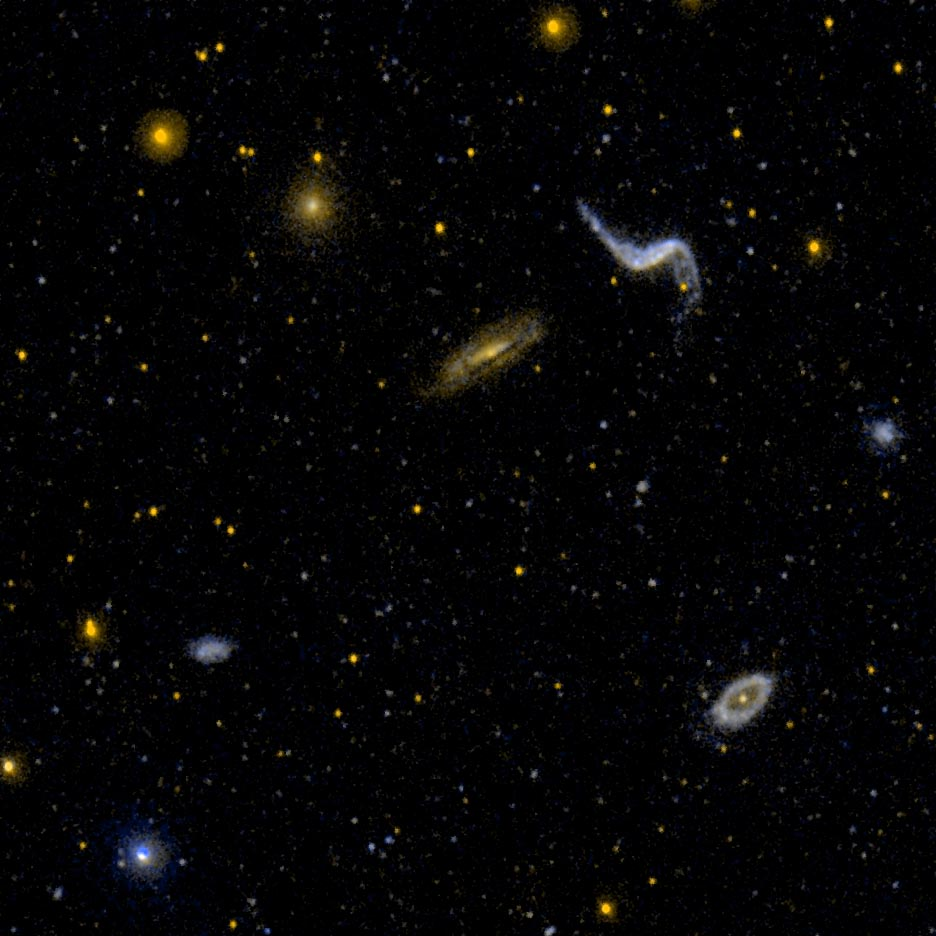
NGC 3190 dans le domaine de l'ultraviolet. (GALEX)